# Psoroptes ovis

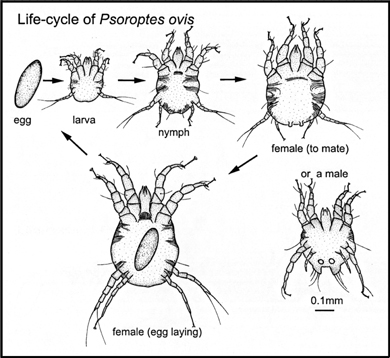
Жизненный цикл

Psoroptes ovis (лат.) — вид клещей рода Psoroptes из семейства Acaridae. Паразитирует на коже млекопитающих, вызывают зуд и чесотку, наносят вред мелкому и крупному рогатому скоту. Система Psoroptes в настоящее время вызывает большие споры, поскольку отдельные виды трудно определить генетически, а с точки зрения морфологии наблюдается значительное совпадение. Современные исследования показали, что P. ovis — единственный вид в роду Psoroptes, а все остальные — лишь синонимы или вариации этого таксона.

## Распространение
Встречается повсеместно, в том числе, в Европе, Азии, Северной и Южной Америке и Австралии.

## Описание
Самки имеют размер около 540 × 470 мкм, взрослые самцы — 400 × 380 мкм и имеют овальную форму. Гнатосома длиннее, чем ширина, и сужается к концу. У взрослых самок на первой, второй и четвертой паре ног имеются сочлененные претарси, пульвиллы и длинные щетинки на третьей. У меньших самцов есть пульвиллы на первых трёх парах ног и щетинки на четвертой, значительно более короткой паре ног. У обоих полов ноги выступают над туловищем вбок.

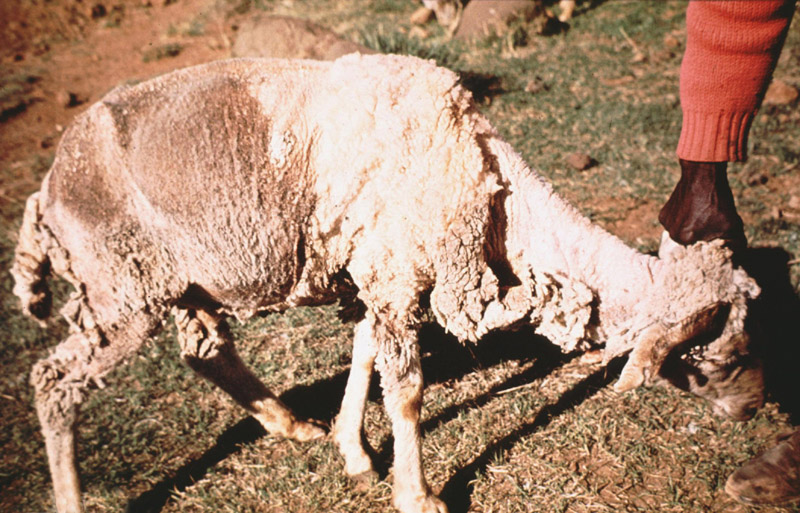
Поражение овцы

## Жизненный цикл
Продолжительность жизни самок клещей составляет около 16 дней, и они могут откладывать около 40-50 яиц на поверхности кожи хозяина. Шестиногие личинки (длиной 330 мкм) вылупляются из овальных яиц (длиной 250 мкм) в течение 4 дней и развиваются через две стадии нимфы (протонимфа и тритонимфа), а затем до созревания взрослых клещей. Жизненный цикл от яйца до яйца составляет около 10 дней
Популяции клещей у овец растут примерно на 11 % в сутки и удваиваются каждые 6,3 дня. Псороптозные чесотки встречаются на шее, плечах, спине и боках овец, но могут быть обнаружены на любой части тела. Передача от хозяина к хозяину происходит при прямом контакте, однако взрослые клещи могут выжить около 18 дней или более вне хозяина, что позволяет передавать через фомиты.

## Значение
Вызывает овечью паршу или чесотку (Sheep scab), заразное для овец заболевание с сильным зудом, вызываемое клещом. У пораженных овец появляются крупные желтоватые чешуйчатые, покрытые коркой поражения, сопровождающиеся повреждением шерсти и кожи. Истощение и вторичные бактериальные инфекции могут возникать у нелеченных животных, беременные овцы рождают ягнят меньшего размера, а зараженные ягнята могут быстро потерять форму и умереть. Овечья парша вызывает беспокойство у животных из-за боли и раздражения, вызываемых клещами.
Хозяева P. ovis — овцы, крупный рогатый скот, лошади, свиньи и кролики. Взрослые особи прокалывают эпидермис своими шиловидными хелицерами до верхнего слоя дермы хозяина и питаются в основном лимфой и тканевой жидкостью. Псороптес очень заразен и вызывает сильный зуд. Помимо прямого повреждения кожи, болезнь усугубляется реакцией гиперчувствительности на помёт клещей и может нанести значительный экономический ущерб животноводству.

## Таксономия
Биосистематический статус видов клещей, принадлежащих к роду Psoroptes Gervais, 1841 трудно определить фенотипическими методами, поэтому он подвергается таксономическим пересмотрам и постоянным дебатам. На протяжении XIX и XX веков было общепринято выделять пять видов: P. cuniculi (чесотка ушей у кроликов, реже у лошадей, овец и коз), P. ovis (чесотка на теле жвачных животных), P. equi (на теле у лошадей), P. cervinus (чесотка ушей у лосей и снежных баранов) и P. natalensis (чесотка на теле у водяных буйволов, крупного рогатого скота и лошадей). Эта классификация была основана в основном на видах хозяев, локализации клещей на их хозяевах и морфологических характеристиках клещей-самцов. Однако признаки, используемые для различения пяти видов, не являются однозначными.
Генетически также эти виды практически неотличимы: маркеры митохондриальной ДНК и исследования микросателлитов не дали надежных отличительных признаков.
Генетический анализ привел к тому, что род Psoroptes теперь рассматривается только как один вид, Psoroptes ovis. Первоначально при синонимизации авторы (Zahler et al., 2000) выбрали название Psoroptes equi.
В 2006 году был сделан вывод, что в работе с первоописанием вида и рода (Hering, 1838) первым описанным видом Psoroptes является P. ovis, и что следовательно P. ovis должен иметь таксономический приоритет для синономизированного рода. В более современных работах (2019) также по правилу приоритета верным посчитали выбор в пользу таксона P. ovis. Вопрос таксономического объёма ещё не полностью прояснён и ждёт дополнительных данных. Известно, что заражение клещами домашних животных от диких видов любых других видов Psoroptes в том же ареале никогда не было убедительно задокументировано. Кроме того, по крайней мере в одной работе было документально подтверждено генетическое различие у двух видов, P. cuniculi и P. natalensis.